# Monastère Éléazar

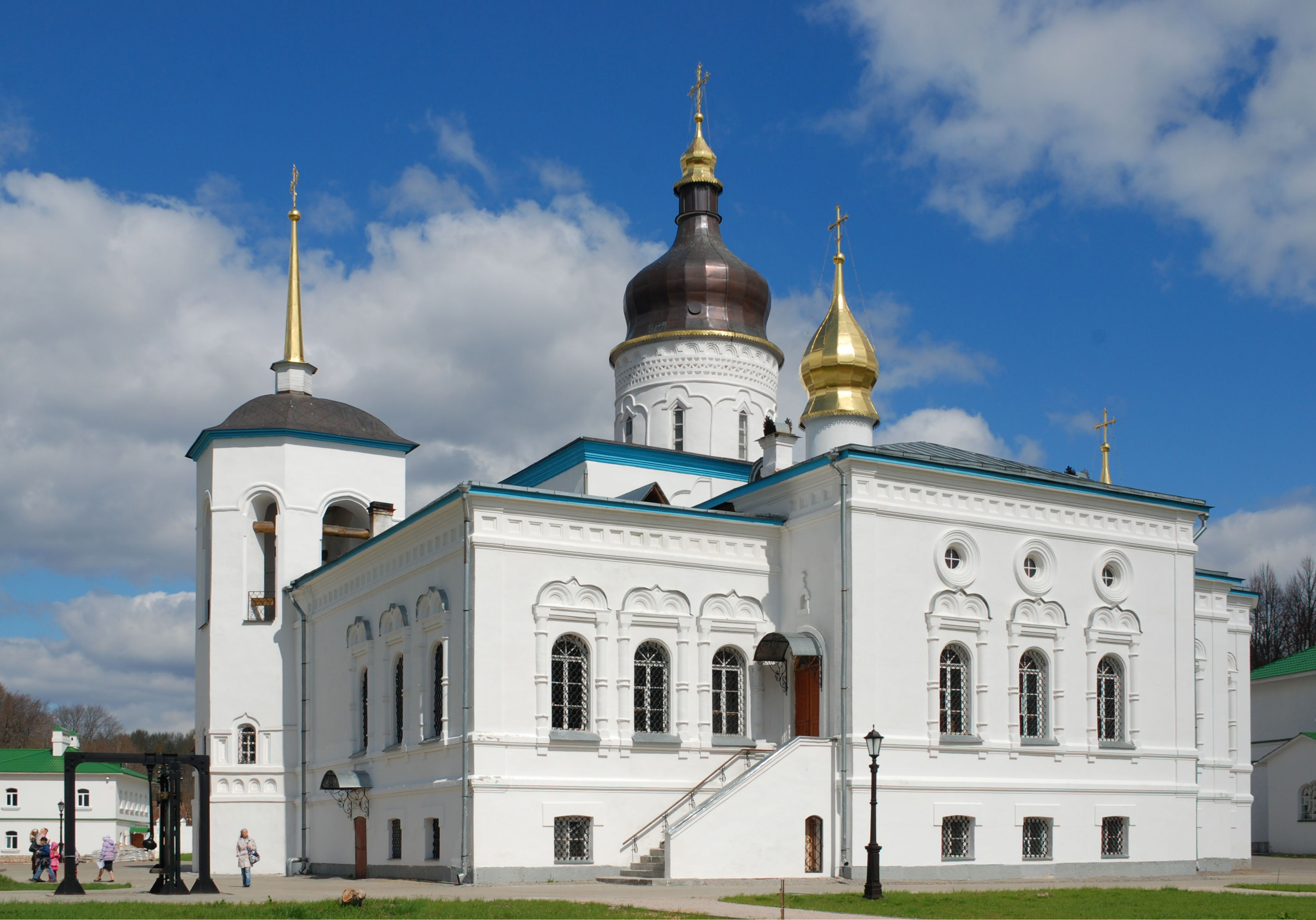
Vue de l'église des Trois-Saints, construite en 1574.

Le monastère Éléazar est un petit monastère fondé en 1447 au nord de Pskov, le long de la route menant à Gdov, par un paysan local nommé Eléazar dont le nom en religion est Euphrosyne de Pskov. Il y construisit une église en bois en l'honneur des Trois Pères de l'Église (Basile le Grand, Grégoire de Nazianze et Jean Chrysostome), où il fut enterré à sa mort le 15 mai 1481. Eléazar fut canonisé au Concile des Cent Chapitres en 1551.
Au milieu du XVIe siècle, le monastère est fortifié et acquiert une position importante grâce à son higoumène, Philothée de Pskov, qui édicte la théorie de Moscou-Troisième Rome. C'est sous sa direction que le monastère est devenu célèbre pour son école de peinture d'icônes et que sa cathédrale fut construite. Certains chercheurs pensent que la seule copie connue du Dit de la campagne d'Igor a été créé par un de ses moines à la demande de Philothée.
Le monastère a été restauré depuis une quinzaine d'années. C'est aujourd'hui un monastère féminin. Dans son réfectoire trône un grand portrait de Lioudmila Poutina née Chkrebneva, la pieuse mécène, ex-épouse de Poutine .